# باكم (حومة بم)
باکم (بالفارسية: پاکم) هي قرية تقع في إيران في منطقة مركزية ريفية. يقدر عدد سكانها بـ 802 نسمة بحسب إحصاء 2016.